# Lawrence (Kansas)
Lawrence je město v okrese Douglas County (jde o správní město tohoto okresu) ve státě Kansas ve Spojených státech amerických. Jde o šesté největší město ve státě. Nachází se mezi řekami Kansas a Wakarusa.
K roku 2010 zde žilo 87 643 obyvatel. S celkovou rozlohou 88,73 km² byla hustota zalidnění 987,75 obyvatel na km². Město vzniklo v roce 1854 a bylo opakovaně bojištěm v americké občanské válce. Ve městě sídlí University of Kansas a Haskell Indian Nations University, přičemž Lawrence je díky tomu někdy označován jako univerzitní město. Pojmenováno bylo po Amosovi Lawrencovi, který pomohl financování města v jeho počátcích.